# Stenus verticosus
Stenus verticosus är en skalbaggsart som beskrevs av Thomas Casey. Stenus verticosus ingår i släktet Stenus och familjen kortvingar. Inga underarter finns listade i Catalogue of Life.